# スフォルマート

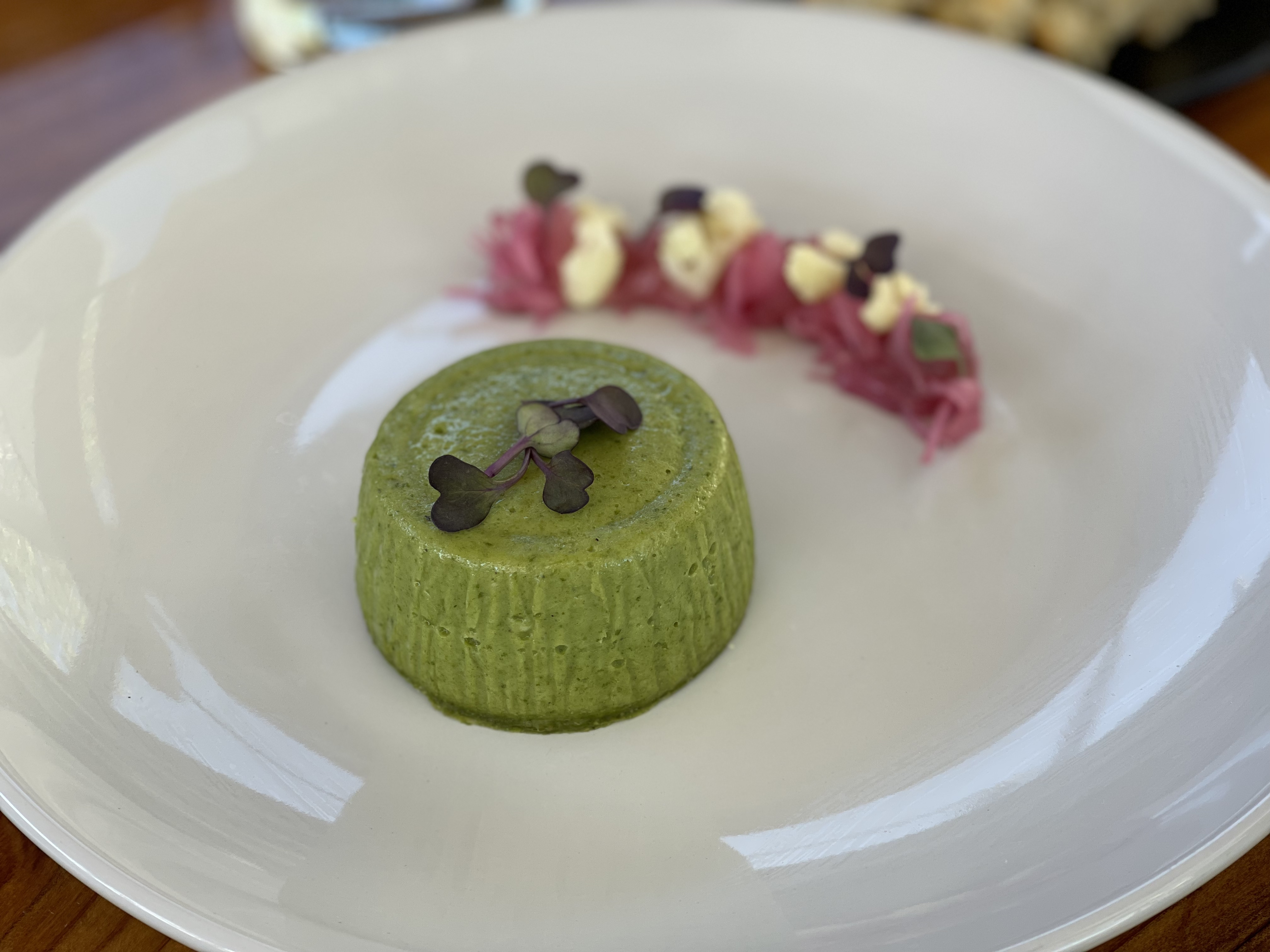
リーキのスフォルマート

スフォルマート（イタリア語: sformato）は、伝統的なイタリア料理の一品。

## 概要
野菜、鶏卵、チーズなどを混ぜ合わせてオーブンで焼いたふわふわしたプディング状の料理である。
前菜料理としてもメインの料理としても提供される。野菜で作られることが多く、ベジタリアンメニューとしては定番料理となっている。
日本では「イタリア版茶碗蒸し」と説明されることもある。
大きな耐熱容器でオーブン焼きし、カットして提供されることが多いが、カップなどで1人分ずつ調理されることもある。
栗粉で作る栗粉のスフォルマート（Sformato farina dolcee）のように菓子に分類されるものもある。
「スフォルマート」は、イタリア語で「形がない」の意味。

## 類似する料理
「型に入れて形を整えた料理」としては以下のようなものがある。
- ティンバッロ - 小型のものはティンバリーノ。
- セルクル仕立て - セルクルを用いたもの。
- テリーヌ - テリーヌ型を用いたもの。

スフォルマートの名称は、焼き物の場合に使用される。